# Église Sainte-Anne de Nohant
Pour les articles homonymes, voir Église Sainte-Anne et Sainte Anne.
Ne doit pas être confondu avec Église Saint-Martin de Vic.
L'église Sainte-Anne de Nohant est une église catholique française. Elle est située sur le territoire de la commune de Nohant-Vic, dans le département de l'Indre, en région Centre-Val de Loire.

## Situation
L'église se trouve dans la commune de Nohant-Vic, au sud-est du département de l'Indre, en région Centre-Val de Loire. Elle est située dans la région naturelle du Boischaut Sud. L'église dépend de l'archidiocèse de Bourges, du doyenné du Boischaut Sud et de la paroisse de La Châtre.

## Histoire
L'église fut construite entre le XIe siècle et le XIIe siècle.
L’église Sainte-Anne était une dépendance de l’Abbaye Notre-Dame de Déols à laquelle elle appartenait en 1115, ainsi qu’en témoigne la bulle de Pascal II. C'est une petite église avec chœur du XIIe siècle sur la croisée du transept. De curieux remaniements de la partie du XIe siècle, faits au XIIe siècle : les piliers octogonaux qui sont du XIe siècle portent des chapiteaux du XIIe siècle. On aperçoit des peintures murales situées sur le mur du chevet et à l'entrée du chœur.
L'édifice est classé au titre des monuments historiques, le 2 septembre 1943.
Une rénovation de l'église a débuté en octobre 2011. La rénovation de l'extérieur s'est terminée en juillet 2012.

## Description

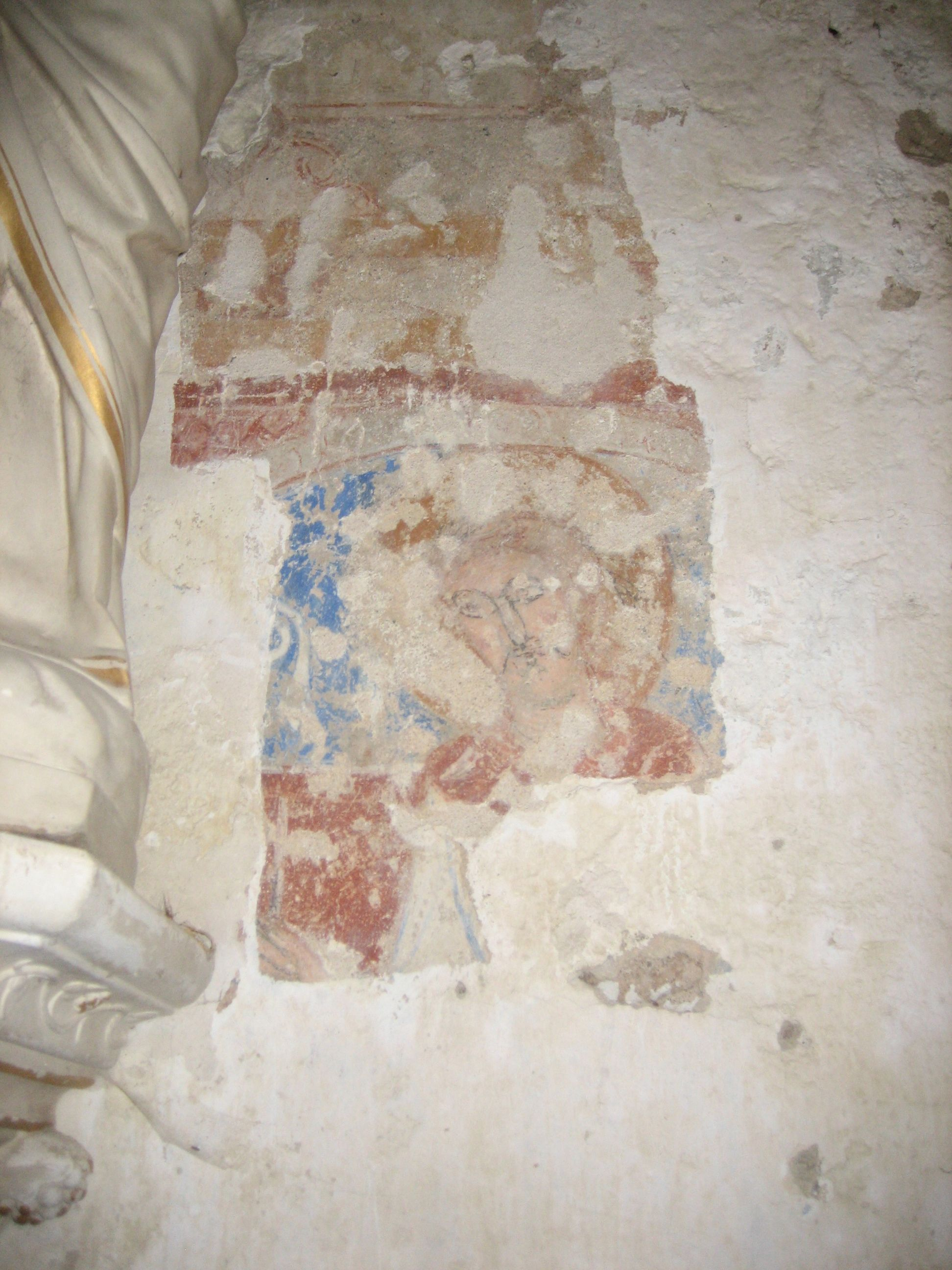
La fresque à l'entrée du chœur, en 2011.

Les deux énormes piliers octogonaux de la première travée sont d'une construction antérieure.
La travée suivante, plus étroite, est à coupole avec oculus. Elle est limitée par quatre arcades légèrement brisées. À l’ouest, les colonnes primitives ont été remplacées par ces piliers massifs, au XVIe siècle. Les chapiteaux anciens ont été conservés. Bien qu’ils soient très érodés, on y distingue des animaux : quadrupèdes, oiseaux, et des personnages à grosses tête et aux membres grêles ; les tailloirs portent stries, boutons fleuris, motifs qui ne se rencontrent guère avant le début du XIIe siècle ce qui donne à penser que la petite église n’est peut être pas aussi ancienne que le laisse paraître son aspect archaïque. 
Le chœur est un berceau brisé garni latéralement d’une arcature en plein cintre. Un chevet plat termine l’édifice. L'autel primitif est placé sur la troisième marche, symbole trinitaire ; l'autel récent sur la deuxième.  
Les baies ont reçu de nouveau vitraux réalisé par le maître verrier Jean Mauret. Les rayons du soleil passant à travers les vitraux tracent au cours de la journée un chemin de lumière.
Le sol ayant été modifié, les pavés plus récents ont masqué les dalles anciennes et leur agencement.
La cloche actuelle fut offerte par Mme Calamata, belle-mère de Maurice Sand, en remplacement de l’ancienne, fêlée, et fut consacrée le 9 septembre 1894,.
C’est au XVIe siècle qu’on a construit la chapelle carrée, au sud du sanctuaire. Une porte permet d'accéder directement à la chapelle. Il y avait là un tableau représentant sainte Anne instruisant la Vierge. Il est aujourd’hui en dépôt au musée George-Sand et de la Vallée Noire à La Châtre. Il est la copie, par Maurice Sand, d’une œuvre due au célèbre peintre Eugène Delacroix.

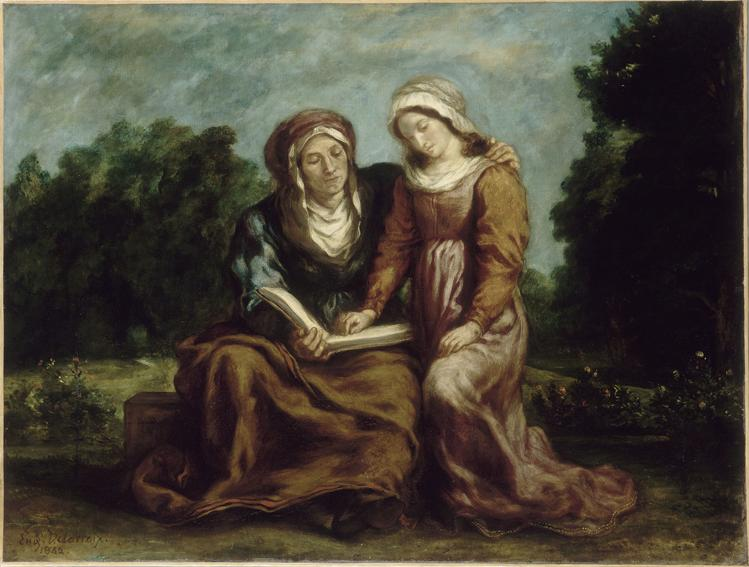
Eugène Delacroix : L’Éducation de la Vierge, en 2008.

L'édifice est resté pauvre. C'est peut-être pour cela que la chapelle a conservé un auvent, couvert d’un toit en appentis sur montants de bois brut, alors que beaucoup d'églises romanes de la région ne l'ont plus. Au sol, les dalles d'origine ont été conservées telles qu'elles ont été posées, ce qui permet de distinguer deux clefs. Cet auvent, appelé par dérision « caquetoire », est le signe distinctif de cette bâtisse, et le symbole du romantisme berrichon incarné par George Sand.
Le tableau de Delacroix
Delacroix a exécuté le tableau L’Éducation de la Vierge en juin 1842 au cours de son premier séjour à Nohant chez George Sand et le destinait à l’église du village dont sainte Anne était la patronne. Venu, selon ses propres termes, avec l’intention de ne rien faire, le peintre avait éprouvé très vite le besoin de se remettre au travail : « Je vais m’amuser avec le fils de la maison à entreprendre un petit tableau pour l’église du lieu ». Comme il n’avait pas de toile sous la main, Delacroix demanda au fils de la romancière, Maurice, à qui il donnait des cours de peinture, de l’aider à en fabriquer une à partir d’un coutil de fil que George Sand utilisait pour ses corsets. Il se fit en outre envoyer rapidement de Paris les couleurs nécessaires.
Cette peinture est par ailleurs le souvenir le plus célèbre unissant Delacroix à George Sand. Delacroix fit plusieurs séjours à Nohant, le premier précisément en 1842. On sait qu’il appréciait l’atmosphère chaleureuse et libre qui régnait dans cette demeure.

## Galerie de photographies

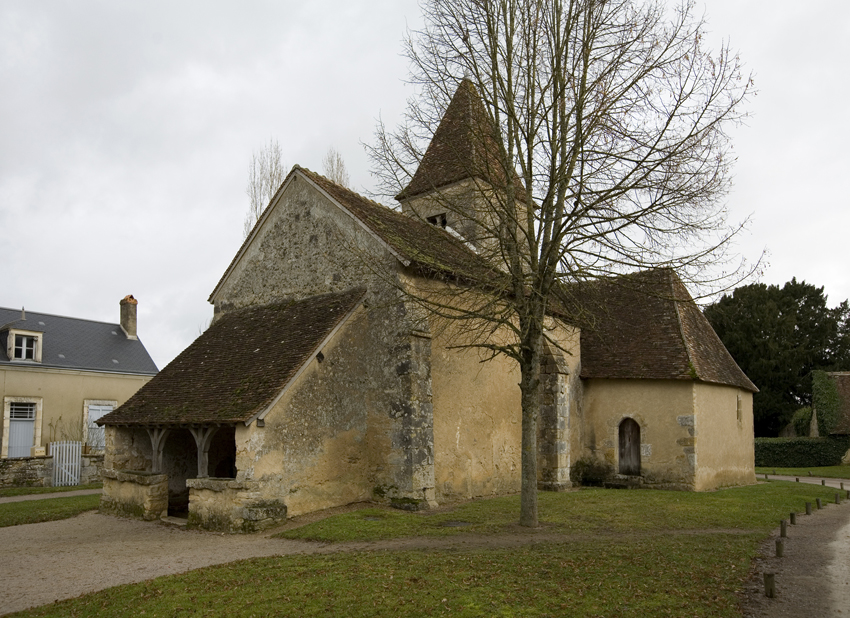
L'église vue du sud, en 2007.
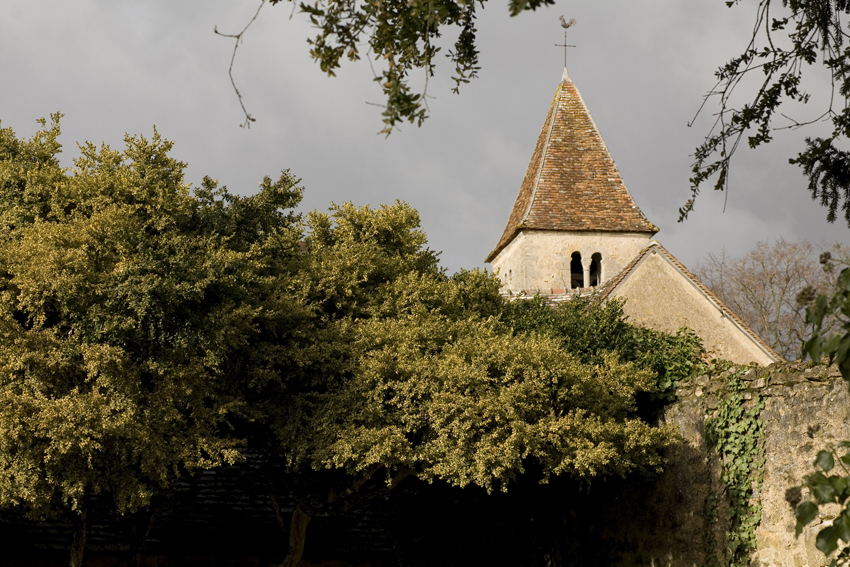
Le clocher, en 2007.
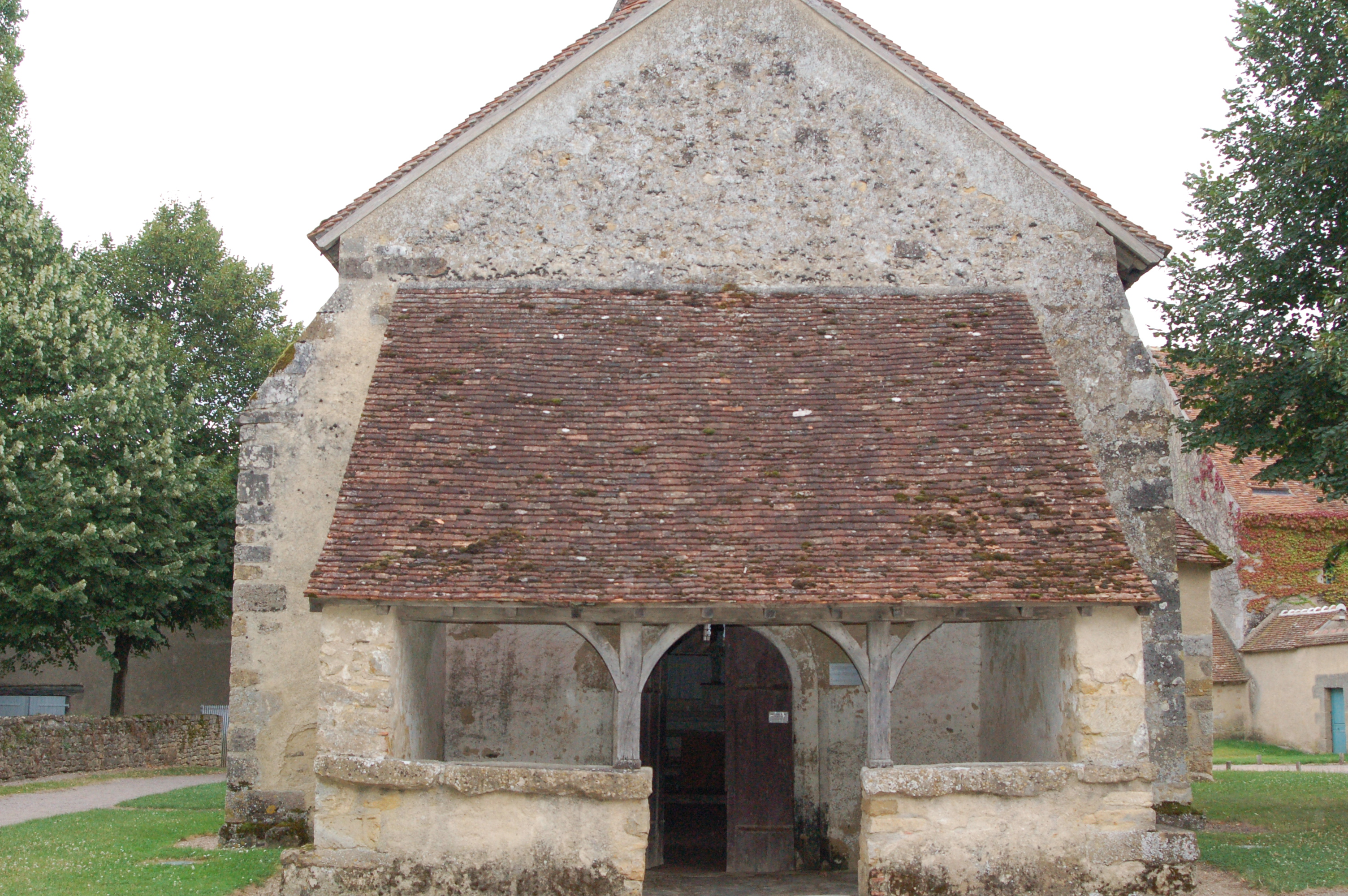
Le « caquetoire », en 2007.
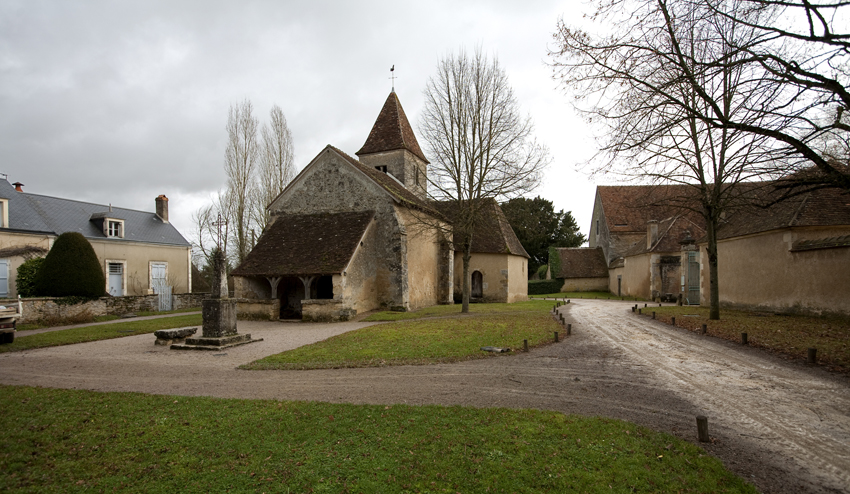
La place de l'Église, en 2007.